# Gräflich Kielmannsegge’sche Brauerei Cappenberg
Die Gräflich Kielmannsegge’sche Brauerei Cappenberg (auch: Gräflich von Kielmannsegge’sche Brauerei Cappenberg) war eine Brauerei in der dem Schloss Cappenberg benachbarten Bauerschaft Uebbenhagen (heute Cappenberg in der Stadt Selm); sie nahm im Jahr 1840 ihren Betrieb auf. Gegründet und erbaut wurde sie von Ludwig von Kielmansegg (1798–1873), der mit der Tochter Therese des Freiherrn vom Stein verheiratet war und bei dessen Tod 1831 durch Erbschaft seiner Ehefrau in den Besitz des Schlosses Cappenberg und der zugehörigen Liegenschaften gelangt war.

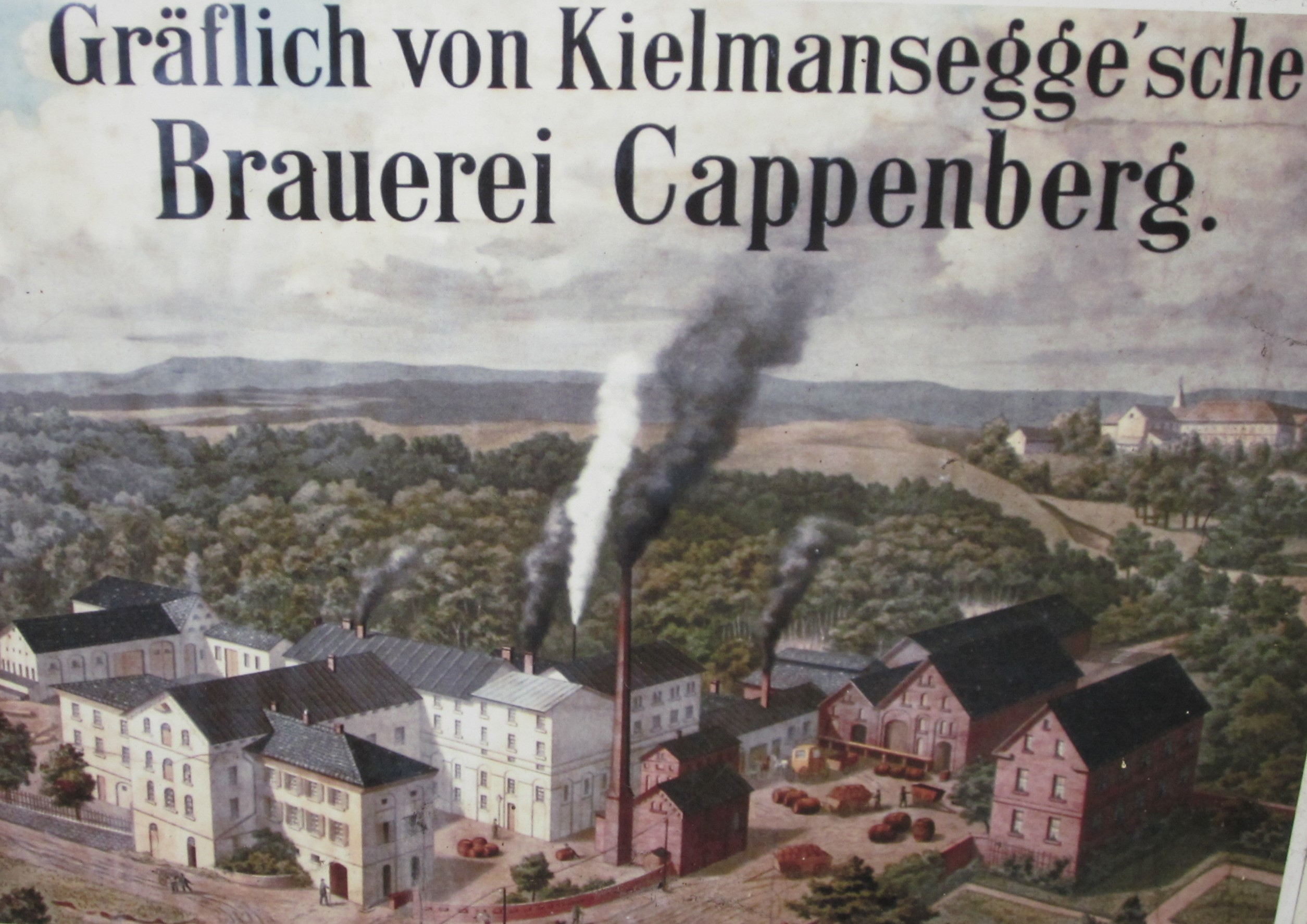
Gräflich von Kielmannsegge’sche Brauerei Cappenberg (um 1900)

Diese Brauerei galt als die erste moderne Brauerei in Westfalen und war für die damalige Zeit ein relativ großer Betrieb (zum Vergleich: in Dortmund gab es 1840 74 Brauereien, in Westfalen 2100). Mit 30 bis 40 ständig beschäftigten Arbeitskräften war sie für die Bauerschaft Uebbenhagen ein bedeutender Wirtschaftsfaktor. Sie stellte als erste Brauerei im norddeutschen Raum Bier nach bayrischer Art her. Geliefert wurde regelmäßig in das nahegelegene Münsterland bis nach Münster, und auch Gastwirtschaften in Lünen und Dortmund wurden mit dem Cappenberger Bier beliefert. Am Anfang des 20. Jahrhunderts ging der Umsatz allmählich zurück, da man dem Konkurrenzdruck nicht mehr gewachsen war. Durch die Verdichtung des Eisenbahnnetzes im letzten Drittel des 19. Jahrhunderts war auch der Vorteil der Nähe zum Münsterland, dem hauptsächlichen Absatzgebiet, das bis dahin nur durch Pferdefuhrwerke beliefert werden konnte, verlorengegangen. 1903 wurde die Brauerei an den ehemaligen Direktor der Wicküler-Brauerei, Wilhelm Lindemann, verpachtet, da aufgrund des vom Freiherrn vom Stein errichteten Fideikommisses ein Verkauf zunächst ausgeschlossen war. 
Der Name Gräflich Kielmannsegge’sche Brauerei durfte nicht mehr geführt werden; sie wurde deshalb unter dem Namen Brauerei Cappenberg weitergeführt. Erst nach langwierigen Verhandlungen wurde die Brauerei am 28. April 1908 an den Pächter verkauft, da sie überaltert und reparaturbedürftig war. Lindemann führte die Brauerei weiter bis in den Ersten Weltkrieg, unter dessen Kriegswirtschaft sie dann zum Erliegen kam. Er verkaufte sie schließlich an den Kaufmann Heinrich Langkopf aus dem Raum Hannover. Die Einrichtung der Brauerei (Buntmetalle, die für die Rüstung wertvoll waren) und das Braurecht wurden von einer Dortmunder Brauerei erworben.

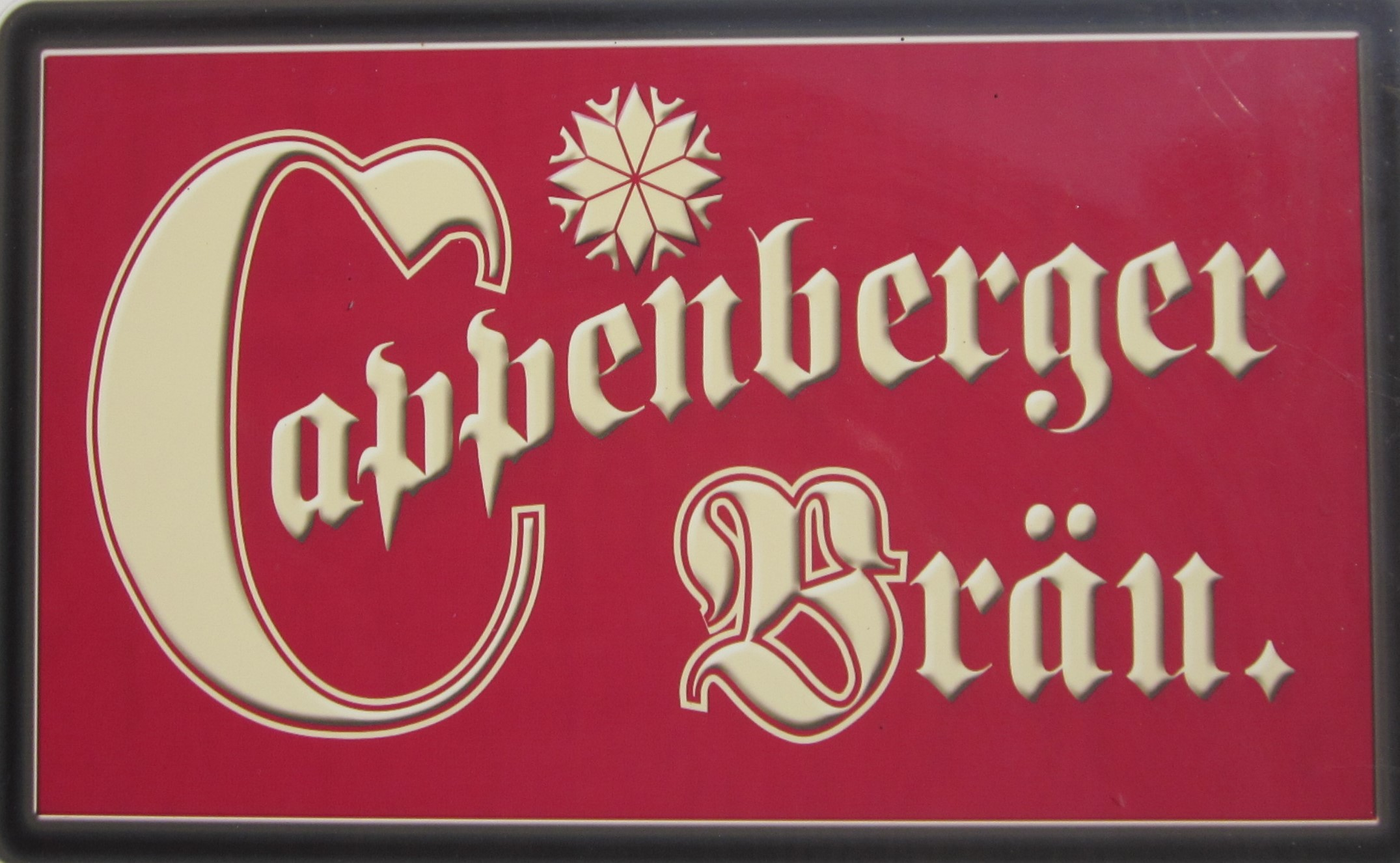
Cappenberger Bräu

Das Brauereigelände konnte im Jahr 1924 Albrecht Graf von Kanitz (1891–1975), der im Wege der Erbfolge Eigentümer des Schlosses Cappenberg und der umliegenden Ländereien geworden war, zurückkaufen. Der Straßenname Am Brauereiknapp erinnert heute noch an die ehemalige Brauerei. In einigen Gebäuden der ehemaligen Brauerei befindet sich jetzt die Waldschule Cappenberg.